# دانيال كاتز
دانيال كاتز هو مهندس معماري وسياسي أرجنتيني، ولد في 1961 في فيلا كاناس ‏ في الأرجنتين. نشط حزبياً في  والاتحاد المدني الراديكالي. وقد انتخب عضو مجلس النواب في الأرجنتين ‏.